# Бонот
Боно́т (фр. Beaunotte) — коммуна во Франции, находится в регионе Бургундия. Департамент коммуны — Кот-д’Ор. Входит в состав кантона Энье-ле-Дюк. Округ коммуны — Монбар.
Код INSEE коммуны — 21055.

## Население
Население коммуны на 2010 год составляло 20 человек.
| 1962 | 1968 | 1975 | 1982 | 1990 | 1999 | 2010 |
| ---- | ---- | ---- | ---- | ---- | ---- | ---- |
| 52   | 40   | 46   | 46   | 37   | 27   | 20   |

## Экономика
В 2010 году среди 12 человек трудоспособного возраста (15—64 лет) 11 были экономически активными, 1 — неактивным (показатель активности — 91,7 %, в 1999 году было 81,3 %). Из 11 активных жителей работали 11 человек (7 мужчин и 4 женщины), безработных не было. Среди 1 неактивного 0 человек были учениками или студентами, 0 — пенсионерами, 1 был неактивным по другим причинам.